# Hans Selander
Hans Selander (Helsingborg, 15 marzo 1945 – Falkenberg, 15 dicembre 2023) è stato un calciatore e allenatore di calcio svedese, di ruolo difensore.

## Palmarès

### Giocatore

#### Competizioni nazionali
- Campionato svedese: 2

Halmstad: 1976, 1979

#### Competizioni internazionali
- Coppa Piano Karl Rappan: 2

Halmstad: 1976, 1980